# Clarence Bruce, 3. baron Aberdare
Clarence Napier Bruce, 3. baron Aberdare (2. srpna 1885, Londýn – 4. října 1957, Jugoslávie) byl britský šlechtic, voják a sportovec.

## Život
Narodil se 2. srpna 1885 v Londýně jako syn Henryho Bruce, 2. barona Aberdare a Constance Mary roz. Beckett. Vzdělával se na Twyford School, Winchester College a New College, Oxford a poté se stal právníkem v Inner Temple, nicméně po vypuknutí 1. světové války vstoupil do Britské armády. Jeho starší bratr byl roku 1914 zabit a proto se stal baronem po svém otci.
Dosáhl hodnosti kapitána a sloužil např. v Glamorgan Yeomanry, 2. gardě, 61. divizi (2nd South Midland) či v Guards Machine Gun Regiment. Roku 1929 zdědil po svém otci titul barona. V období dvou světových válek byl aktivním tenistou. Roku 1930 se stal amatérským šampionem U.S.A. a v letech 1932 a 1938 šampionem Britských ostrovů. O Bathurst Cup hrál osmnáctkrát a šestkrát vyhrál Coupe de Paris. Pětkrát získal zlatou cenu M.C.C. a devětkrát stříbrnou.
Roku 1937 byl jmenován předsedou National Fitness Council. Hrál velkou roli při organizování olympijských her; sloužil jako člen Mezinárodního olympijského výboru.
Poprvé se oženil s Margaret Bethune Black a podruhé s Griseldou Harriet Georginou Hervey. S Margaret Bethune Black měl čtyři děti:
- Morys Bruce, 4. baron Aberdare (1919-2005)
- Nigel Henry Clarence Bruce (nar. 1921)
- Rosalind Louise Balfour Bruce (nar. 1923)
- Gwyneth Margaret Bruce (nar. 1928)

Roku 1953 získal na University of Wales čestný doktorát z práva.
Zemřel 4. října 1957 v Jugoslávii při autonehodě. Pohřben byl na hřbitově Aberffrwd (Mountain Ash, Wales).